# Фондоозброєність
Фондоозбро́єність — вартість основних виробничих фондів, що припадає на одного працівника. Обчислюється діленням середньорічної вартості основних фондів на кількість працівників.
Фондоозброєність — це показник оснащеності праці виробничими основними фондами. Визначається відношенням середньорічної балансової вартості виробничих основних фондів до середньооблікової чисельності робітників або працівників.
Фондоозброєність праці — це показник, який характеризує відношення середньорічної вартості основних фондів підприємства до середньорічної кількості працівників.Він розраховується за формулою: Фозбр = ОФ/Чпвп, де Чпвп – середньооблікова чисельність промислово-виробничого персоналу підприємства.
Фондоозброєність вказує на вартість основних засобів, що припадає на одну особу промислово-виробничого персоналу на підприємстві.